# De Mounties
De Mounties was een Amsterdams komisch duo, in 1946 opgericht door Chris Houthuizen en Ab Smit (1927 - 2013), maar in de jaren 70 en 80 bekend geworden in het theater en op televisie in de samenstelling Piet Bambergen en René van Vooren. Het duo bracht volkse humor in het genre van kluchten en revues.

## De beginjaren: 1946-1955
Ab Smit en Chris Houthuizen traden in 1946 voor het eerst op als duo van twee komische gitaristen in en rond Amsterdam. Ze maakten daarmee een begin met de opbouw van De Mounties. In 1948 wilde Smit samen met Houthuizen doorgaan als beroepsartiest, maar Houthuizen zag dat niet zitten omdat hij een goede baan had bij een vijlenfabriek, die hij niet wilde opgeven. Smit stapte daarop uit De Mounties en ging verder als beroepsartiest samen met Herman Kortekaas in het muzikaal komische duo The Merry Singers. De plaats van Smit in De Mounties werd opgevuld door Pieter van Bambergen, later beter bekend onder zijn artiestennaam Piet Bambergen. Bambergen kon geen gitaar spelen, maar dat was geen probleem.
Toen in 1950 ook Bambergen door wilde als beroeps en ook dan Houthuizen zijn baan niet wilde opgeven, stapte Houthuizen op zijn beurt uit De Mounties om zich volledig te richten op zijn werk in de vijlenfabriek waar hij inmiddels chef was. De rol van Houthuizen werd overgenomen door Fred Plevier die – net als zijn voorgangers Smit en Houthuizen - een getalenteerd gitarist was. Bambergen gaf zijn beroep als diamantbewerker op en samen met Plevier werkte hij verder als De Mounties. In de jaren die volgden, breidden ze de bekendheid van De Mounties landelijk uit. Het repertoire dat Bambergen en Plevier brachten was sinds 1946 niet gewijzigd, maar dat was ook niet nodig in deze tv-loze beginjaren. Midden jaren vijftig traden ze op in de radioprogramma's Gein met Lou en Hein van Lou Bandy en Heintje Davids en in de Johnny Jordaan show.

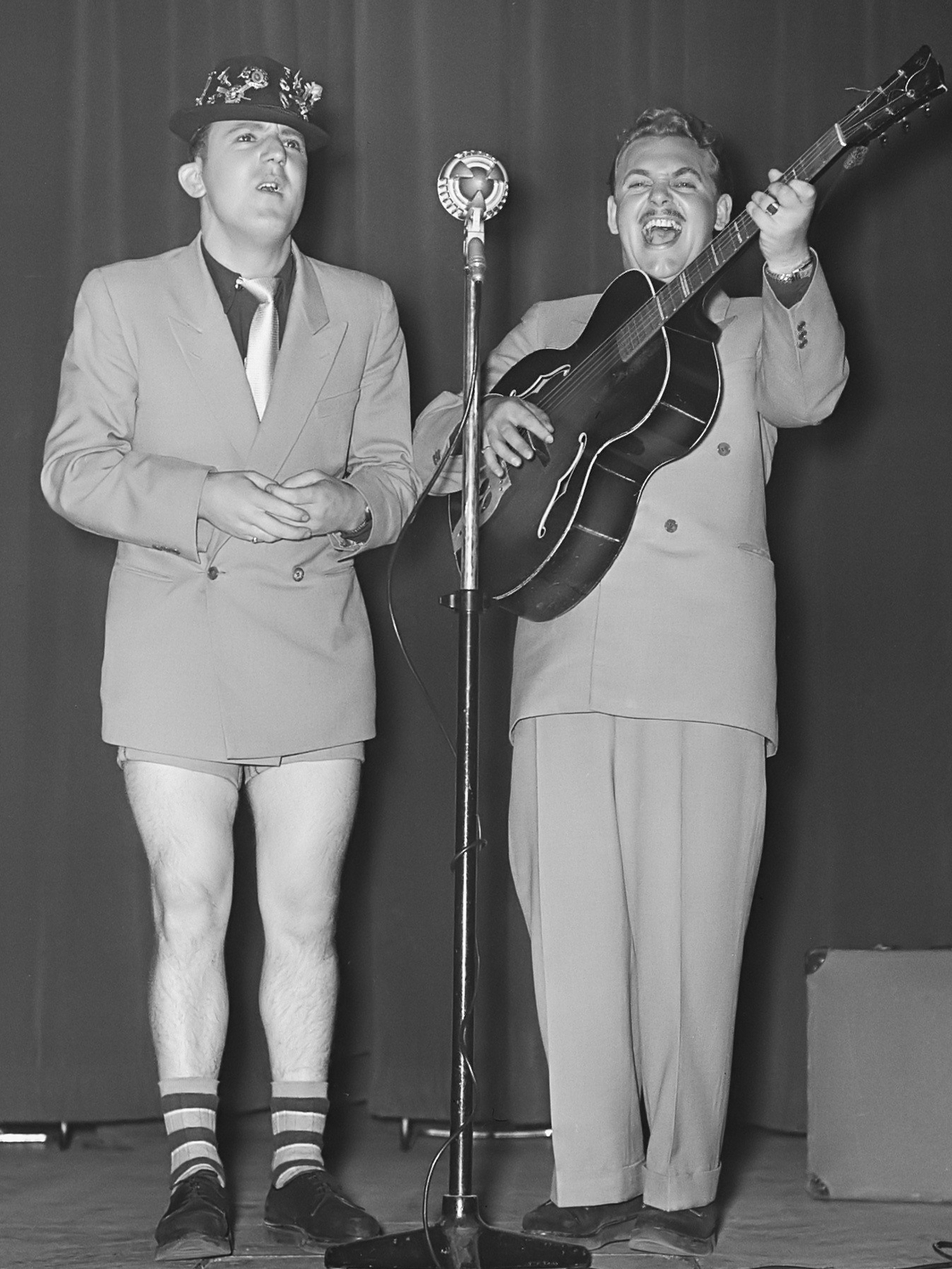
Piet Bambergen en Fred Plevier (1955)

Begin 1956 voltrok zich echter een drama bij De Mounties. Tijdens een plaatopname kreeg Plevier op 25-jarige leeftijd een hartaanval die hij ternauwernood overleefde. De doktoren gaven Plevier het dringende advies om te stoppen met het jachtige artiestenbestaan, waarna Plevier uit de Mounties stapte.

## De ontwikkeljaren: 1956-1965
Piet Bambergen was door het noodlot zijn partner kwijtgeraakt en zat met de handen in het haar. Er was net een lucratief contract getekend voor een tournee door België en tevens voor optredens voor Nederlandse en Belgische militairen in Duitsland en Frankrijk. De tijd drong, want het eerste optreden was al binnen een week.
Bambergen wendde zich hierop tot zijn voorganger Smit – die op dat moment nog steeds samenwerkte met Kortekaas - en vroeg hem of hij de plek van Plevier in wilde nemen. Smit was als schrijver van het repertoire zeer bekend met de act van De Mounties en net als Plevier een begaafd gitarist. Na overleg tussen Smit en Kortekaas werd besloten The Merry Singers op te doeken. Smit kon toen verder als Mountie en Kortekaas kon zich wijden aan zijn primaire passie: het circus. Kortekaas ging samen met Gerard van Essen werken bij Circus Renz als het beroemde clownsduo De Kamé's.
Smit en Bambergen gingen samen repeteren en stonden binnen een week op de planken. Ze werkten een zeer succesvolle tournee af en timmerden verder aan het succes van De Mounties. Delen van het repertoire van The Merry Singers werden geïntegreerd in de act van De Mounties, wat een groot succes bleek te zijn. Talloze optredens in binnen- en buitenland volgden en de ster van De Mounties rees hoger dan ooit. Vanaf 1958 namen Smit en Bambergen op de labels van Decca Records, het Belgische Olympialabel en Telefunken drie platen op met in totaal zes nummers, zoals De Spaarpot, Wat jij vertelt en Het Witte Kasteel.
Begin 1960 ontstond er echter onenigheid tussen Smit en Bambergen over de verdeling van de gage. Bambergen wilde als punchliner meer dan 50% van de gage krijgen, wat Smit – als schrijver van het gehele repertoire – pertinent weigerde. Dit werd een onoverkomelijk conflict en eind juni 1960 stapte Smit uit De Mounties. Wederom zat Piet Bambergen met de handen in het haar, want ook toen lagen er op zeer korte termijn vele lucratieve optredens in het verschiet.
Piet Bambergen wendde zich daarop tot zijn oude partner Plevier, en Plevier liet zich door Bambergen overhalen weer terug te keren in De Mounties. Pleviers gezondheid was inmiddels verbeterd, maar niet optimaal. Toch besloten Bambergen en Plevier de gok te wagen. En met succes.
Hun grote doorbraak kwam op 10 september 1961 toen ze hun eerste televisieoptreden kregen in de Rudi Carrell Show. Hierin traden ze op als twee loodgieters. Door dit optreden waren ze in één klap landelijk bekend. Na hun optreden bleven de Mounties regelmatig terugkeren met komische acts in de Rudi Carrell Show. In 1965 bood Rudi Carrell Bambergen aan om net als hij in Duitsland te komen werken, maar dan zonder Plevier. Bambergen had daarvoor in vier Duitse televisieshows een succesvol optreden gegeven. Omdat naast hun optredens ook een hechte vriendschap was ontstaan tussen Bambergen en Plevier, ging hij niet op het aanbod van Carrell in.
In 1965 zouden de Mounties een eigen televisieshow bij de VARA krijgen, maar op 5 oktober kreeg Plevier tijdens een camerarepetitie een hartaanval. Hij was op dat moment in de rol van inbreker aan het ontsnappen via een luchtballon, maar viel door de hartaanval naar beneden en overleed ter plekke. Een maand na Pleviers dood scoorde het duo nog een klein top 40-hitje met Wie is wie, groot schandaal in onze familie dat kort voor de dood van Plevier was opgenomen. Het nummer was een Nederlandstalige versie van Shawn Elliotts Shame and scandal in the family, dat dat jaar een grote hit was. Het was begin 1966 en wederom stond Bambergen alleen als Mountie.

## De succesjaren: 1966-1989
In 1966 vond Bambergen een nieuwe partner in René van Vooren, de zoon van René Sleeswijk. Van Vooren had Plevier al eens vervangen toen Plevier ziek was. Hoewel Bambergen nooit zo'n goede vriendschap opbouwde met Van Vooren als met Plevier, werd het nieuwe duo zeer succesvol. In 1967 maakten de Mounties voor de AVRO de komische televisieserie De man zonder hoofd: een van oorsprong Britse serie die door Van Vooren vertaald werd. Een jaar later maakten ze De Mounties show, een televisieprogramma met sketches en liedjes dat de AVRO tot 1974 zou blijven uitzenden. In diezelfde tijd begonnen ze ook met een succesvolle revue. In 1976 werd De Mounties show overgenomen door de TROS, die het programma tot midden jaren tachtig bleef uitzenden. Een vaste gast in de Mounties Show was Joke Bruijs. In 1984 begonnen de Mounties met een reeks blijspelen, die ook op televisie werden uitgezonden. In deze komische toneelstukken waren ook vaak rollen weggelegd voor Rudi Falkenhagen, Jaap Stobbe, Joop Doderer, Willem Sibbelee, Brûni Heinke en Monique Smal. René van Vooren zorgde meestal voor de Nederlandse vertalingen van deze van oorsprong Engelse of Franse toneelstukken. De bekendste kluchten van De Mounties zijn Drie in de pan, Lief zijn voor elkaar, Er is er één jarig en Privé voor twee.

## De eindjaren: 1990-1998
Vanaf de jaren negentig werkte Piet Bambergen voornamelijk zonder René Van Vooren. Zo speelde Van Vooren niet mee in de klucht Pappie, hier ben ik, waarin Bambergen een hoofdrol speelde. Verder speelde hij in 1992 een hoofdrol in de comedyserie Tax free en vertolkte hij in 1994 de rol van Doolittle in My Fair Lady. Een paar maanden na de première werd hij echter getroffen door een hersenbloeding en later een maagbloeding. Op 15 juni 1996 overleed hij op 65-jarige leeftijd aan een hartaanval, tijdens een vakantie op Kreta bij zijn dochter Tanya. Dit betekende het definitieve einde van De Mounties.
René van Vooren werkte na die tijd bij Joop van den Ende. Hij overleed op 19 november 1998 in Blaricum aan de gevolgen van kanker.

## Bezetting
- Ab Smit (1946-1948 en 1956-1960)
- Chris Houthuizen (1946-1950)
- Piet Bambergen (vanaf 1948)
- Fred Plevier (1950-1955 en 1960-1965)
- René van Vooren (vanaf 1966)

## Samenstelling
- 1946-1948 Ab Smit & Chris Houthuizen
- 1948-1950 Piet Bambergen & Chris Houthuizen
- 1950-1956 Piet Bambergen & Fred Plevier
- 1956-1960 Piet Bambergen & Ab Smit
- 1960-1965 Piet Bambergen & Fred Plevier
- 1965-1996 Piet Bambergen & René van Vooren

## Discografie
- 1958: Jij bent het neusje / Het witte kasteel (78rpm10"single - OLYMPIA - 6078)
- 1958: Wat jij vertelt / De spaarpot (78rpm10"single - DECCA - M 64 176)
- 1959: Waar werk je nu, Marie? / Weet je wat ik zou willen? (7"single - TELEFUNKEN - UH 9329)
- 1962: Ching Ching Ching / Een eskimo in Mexico (7"single - PHILIPS - PF 318 711)
- 1963: Wie-wie heeft m'n nijptang / Een eskimo in Mexico (7"single - PHILIPS - JF 327 541)
- 1964: De pretzel / De Mountel Beatles (She Loves You) (7"single - CNR - UH 9695)
- 1965: Wie, is wie, groot schandaal in onze familie / Moet je eens horen... (7"single - OMEGA - 35 456)
- 1966: De mooie mannen / Oh, wat een zoen (7"single - OMEGA - 35 751)
- 1966: Waar was jij toen het schip is gestrand / De P.P.P.P. (Good Time Joe) (7"single - OMEGA - 35 752)
- 1968: Bij de steert van Jaap de Schilleman z'n peerd (La Bussola) / Kobussie (7"single - PHILIPS - JF 334 629)
- 1970: Kouwe voeten / Van de regen in de drup (7"single - PHILIPS - JF 336 609)
- 1970: Moeder, wie is m'n Vader / In een rondvaartboot (7"single - PHILIPS - JF 336 698)
- 1970: Mounties Show (12"LP - POLYDOR - 2441 014)
- 1970: Alida / Het is voorbij (7"single - POLYDOR - 2050 065)
- 1971: Orchidee / Een kleintje pils (7"single - POLYDOR - 2050 143)
- 1972: Heya heya ho / Kijk maar uit (7"single - IMPERIAL - 5C 006 24683)
- 1973: Heya heya ho / Hasta la vista (7"single - IMPERIAL - 5C 006 24687)
- 1973: Hasta la vista / Hela, kijk uit (7"single - IMPERIAL - 5C 006 24864)
- 1975: Doe jij nou maar gewoon / Onder de rook van Amsterdam (7"single - EMI - 5C 006 25325)
- 1975: Wat is het leven zonder vrouwen / Al die popmuziek (7"single - EMI - 5C 006 25334)
- 1975: De Mounties (12"LP - CAPRI - CA 159)
- 1976: Panta-Lone / Zolang je leunen kan (7"single - PHILIPS - 6012 686)
- 1981: Op 't hoekje brandt nog licht / Laat de dokter maar schuiven (7"single - DURECO - 4507)

### Hitparade
| Single met eventuele hitnotering(en) in de Nederlandse Top 40 | Datum van verschijnen | Datum van binnenkomst | Hoogste positie | Aantal weken | Opmerkingen |
| ------------------------------------------------------------- | --------------------- | --------------------- | --------------- | ------------ | ----------- |
| De spaarpot                                                   |                       | 9 februari 1959       |                 |              |             |
| Wat jij vertelt                                               |                       | 9 februari 1959       |                 |              |             |
| Jij bent het neusje                                           |                       | 1959                  |                 |              |             |
| Het witte kasteel                                             |                       | 1959                  |                 |              |             |
| Weet je wat ik zou willen                                     |                       | 1960                  |                 |              |             |
| Waar werk je nu, Marie?                                       |                       | 1960                  |                 |              |             |
| Wie, is wie, groot schandaal in onze familie                  |                       | 6 november 1965       | 35              | 3            |             |
| Wie, is wie, groot schandaal in onze familie                  |                       | 4 december 1965       | 27              | 3            |             |
| Wie, is wie, groot schandaal in onze familie                  |                       | 15 januari 1966       | 39              | 1            |             |
| Het is voorbij                                                |                       | 14 november 1970      | tip             |              |             |
| Heya heya ho                                                  |                       | 24 februari 1973      | tip             |              |             |
| Op 't hoekje brandt nog licht                                 |                       | 16 januari 1982       | tip             |              |             |

## Trivia
- De oorspronkelijk bedoelde naam van het duo was "De Monties" (met een N), een verwijzing naar Generaal Montgomery. Maar door een zetfout van de drukkerij (wellicht door onduidelijk handschrift) stond er op de visitekaartjes "De Mouties". De drukkerij had de N per ongeluk omgedraaid. Wegens tijdnood (de kaartjes moesten datzelfde weekend al rondgedeeld worden) werd er maar een N tussen de U en de T gezet, waardoor de naam De Mounties een feit was geworden. De naam Mounties was dus niet te danken aan het feit dat ze in de begintijd zouden hebben opgetreden in uniformen van de Royal Canadian Mounted Police. Dit is slechts een fabeltje.